# Russische Badminton-Superliga 2014
Die Russische Badminton-Superliga 2014 bestand aus zwei Vorrunden und einem Superfinale, welches am 4. Mai 2014 Primorje Wladiwostok für sich entscheiden konnte.

## Endstand
- 1. Primorje Wladiwostok (Anastasiia Akchurina, Olga Golovanova, Ivan Sozonov, Sergey Lunev, Evgeniya Dimova, Nikita Khakimov, Nina Vislova, Valeria Sorokina, Evgeny Dremin, Vladimir Ivanov, Zhou Wenlong, Bo Wenche, Hua Qizhang, Egor Karpov)
- 2. SchWSM Ismailowo Moskau (Victoria Slobodyanyuk, Andrey Ashmarin, Alexandr Zinchenko, Vasily Kuznetsov, Olga Morozova, Daria Zykova, Anton Ivanov)
- 3. BK Gattschina (Anastasia Russkikh, Vitaliy Durkin, Ksenia Polikarpova, Irina Khlebko, Maxim Romanov, Margarita Zarembo, Alexandr Russkikh, Vasily Cheskidov)
- 4. Chimki-Fors (Elena Komendrovskaja, Anton Nazarenko, Stanislav Pukhov, Sergey Sirant, Andrei Ivanov, Tamara Migalina, Anastasia Semenova, Maria Shegurova, Denis Grachev)
- 5. BK FINEC St. Petersburg (Alexandr Nikolaenko, Anastasia Ronzhina, Polina Voronko, Nikolai Ukk, Andrey Parakhodin, Sergey Shcherbin, Anastasia Kharlampovich, Anastasia Stogova, Alexandra Plis)
- 6. Bolschaja Wolga (Vladimir Malkov, Stepan Yaroslavtsev, Anastasia Nesterova, Alexander Butovetsky, Anastasia Nazarchuk, Vadim Novoselov, Yulia Zapolskaya)